# Max René Francillon
Max René Francillon (* 1. März 1899 in Lausanne; † 13. Dezember 1983 in Zürich) war ein Schweizer Orthopäde und Hochschullehrer.

## Leben
Max René Francillon besuchte Gymnasien in Lausanne und Bad Kreuznach. 1919–1924 studierte er an der Universität Zürich und der Friedrich-Wilhelms-Universität zu Berlin Medizin und Anthropologie. 1924 wurde er in Zürich zum Dr. med. promoviert. Seit 1928 Sekundararzt in der Anstalt Balgrist, habilitierte er sich 1937 für Orthopädie. Ab 1938 betrieb er in Zürich 12 Jahre lang eine Arztpraxis. 1950 wurde er als a.o. Professor zum Direktor der (orthopädischen) Universitätsklinik Balgrist ernannt. 1967 kam er auf den Lehrstuhl. Forschungsschwerpunkte waren die Anatomie des Bewegungsapparates, die angeborene Hüftluxation, die Ganganalyse und die Koxarthrose. Seine Schüler besetzten vier der fünf Schweizer Lehrstühle für Orthopädie.

## Veröffentlichungen (Auswahl)
- Wissenschaftliche Arbeiten: 1924–1976, zum Anlass seines 80. Geburtstages. Zürich 1979.
- mit H. U. Debrunner: Orthopädie der Coxarthrose (= Documenta rheumatologica. Band 13). Geigy, Basel (November) 1957.

## Ehrungen
- Präsident der Schweizerischen Gesellschaft für Orthopädie (1956–1958)
- Präsident der Deutschen Gesellschaft für Orthopädie (1960/61)
- Wahl in die Deutsche Akademie der Naturforscher Leopoldina (1966)[5]
- Ehrenmitglied mehrerer Orthopädengesellschaften